# أوغستا مونتارولي
أوغستا مونتارولي (مواليد 14 سبتمبر 1983، تورينو) محامية وسياسية إيطالية.
في يوليو 2018 حُكم عليها في الاستئناف بسنة واحدة و7 أشهر كجزء من تحقيق «مدينة السداد» المرتبط بالاستخدام التعسفي للأموال المخصصة لمجموعات المجلس في منطقة بيدمونت. في عام 2019 أمرت محكمة النقض بإلغاء الحكم مع التأجيل. في عام 2021 تم تأكيد الجملة السابقة في الاستئناف الجديد.